# František Antonín Palko
František Antonín Palko (1717 Vratislav – 1766 Vídeň) byl malíř portrétů a oltářních obrazů původem ze Slezska. Malíř byl i jeho mladší bratr František Xaver Palko (1724–1767/1770).
František Xaver Palko pocházel z malířské rodiny otce Antonína Palka (†1754), vyučil se na vídeňské akademii. Byl zaměstnán nejdříve u ostřihomského arcibiskupa Imricha Esterházyho, pak u olomouckého biskupa Ferdinanda Julia Troyera, kdy sídlil v Brně, po jeho smrti se přesunul do Vídně.

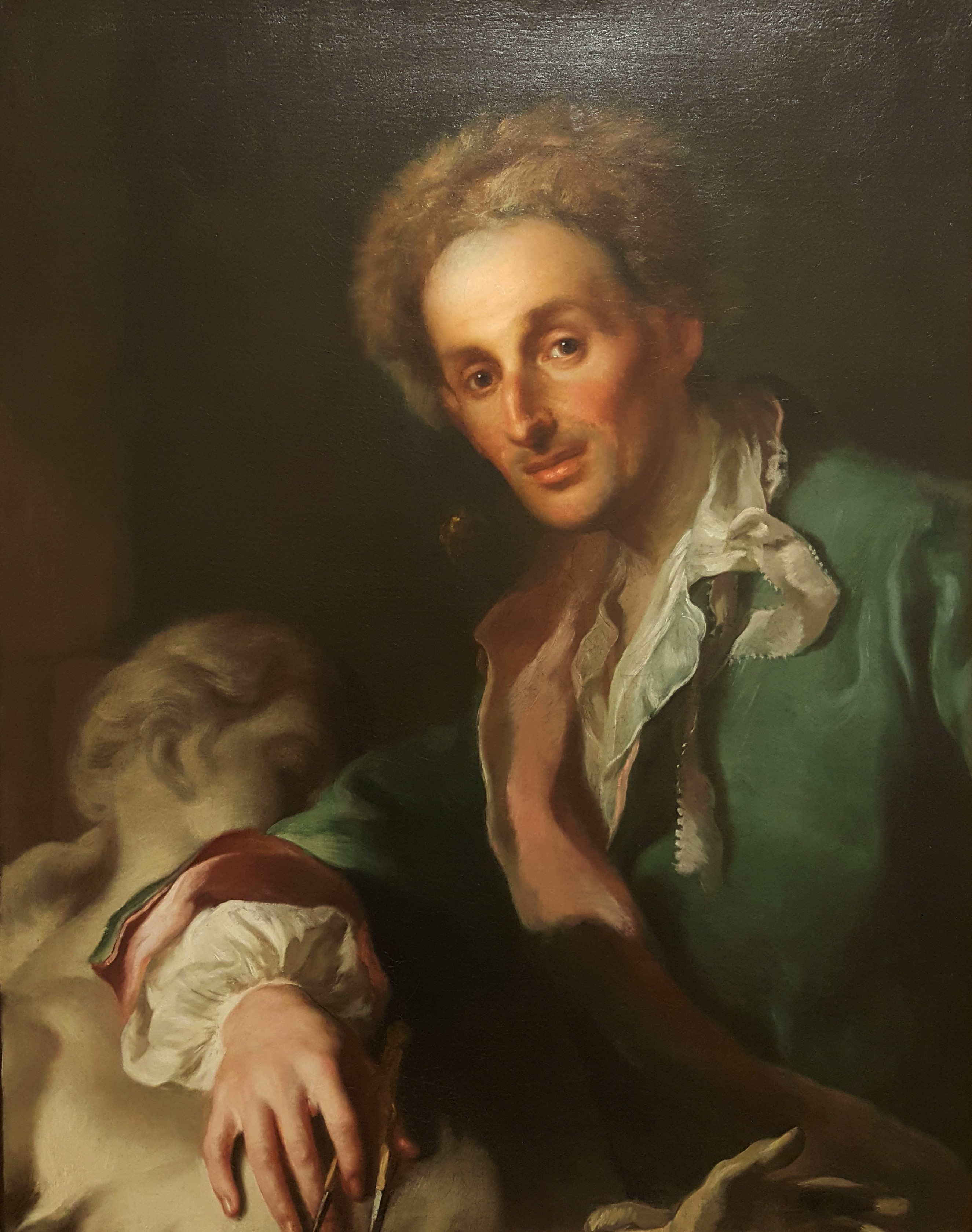
Sochař Gottfried Fritsch

## Dílo v českých zemích

### Portrétní tvorba
- ? Portrét Ferdinanda Julia hraběte Troyera (1747) – Moravská galerie v Brně (pravděpodobně se jedná o dílo Martina van Meytense)
- Portrét sochaře Gottfrieda Fritsche (kol. 1748–1750) – Moravská galerie v Brně
- Portrét brněnského malíře Jana Jiřího Etgense (kol. 1750) – Moravská galerie v Brně
- ? velký (1746) a malý (po 1750) Portrét biskupa Ferdinanda Julia Troyera – obrazárna arcibiskupského zámku v Kroměříži (velký portrét je pravděpodobně dílem Martina van Meytense)
- Portrét hraběte Troyera (1747) – kostel Nanebevzetí Panny Marie, Budišov nad Budišovkou
- Portrét Gregora Lambecka, posledního opata kláštera v Louce (kol. 1760) – Jihomoravské muzeum ve Znojmě
- skici pro dva skupinové portréty určené pro letní refektář kláštera v Louce – Císařovna Marie Terezie se syny pod bustou chotě F. Š. Lotrinského a Josef II. s manželkou Marií J. Bavorskou, společníky a dvorními dámami (mezi 1765–1766) – skicu s Marií Terezií vlastní Moravská galerie, obrazy podle skic vytvořil Anton Glunck a nacházejí se na zámku Valtice
- protějškové Podobizny kartografa a manželky kartografa s psíkem na klíně (1737) – Národní galerie v Praze
- kabinetní obrazy (skici?) biskupa Maxmiliána hraběte Hamiltona (1765?) a Karetní společnost biskupa Hamiltona – Arcibiskupský palác v Olomouci (obrazy jsou dlouhodobě zapůjčeny do expozice Arcibiskupského muzea spadající pod Muzeum umění v Olomouci)

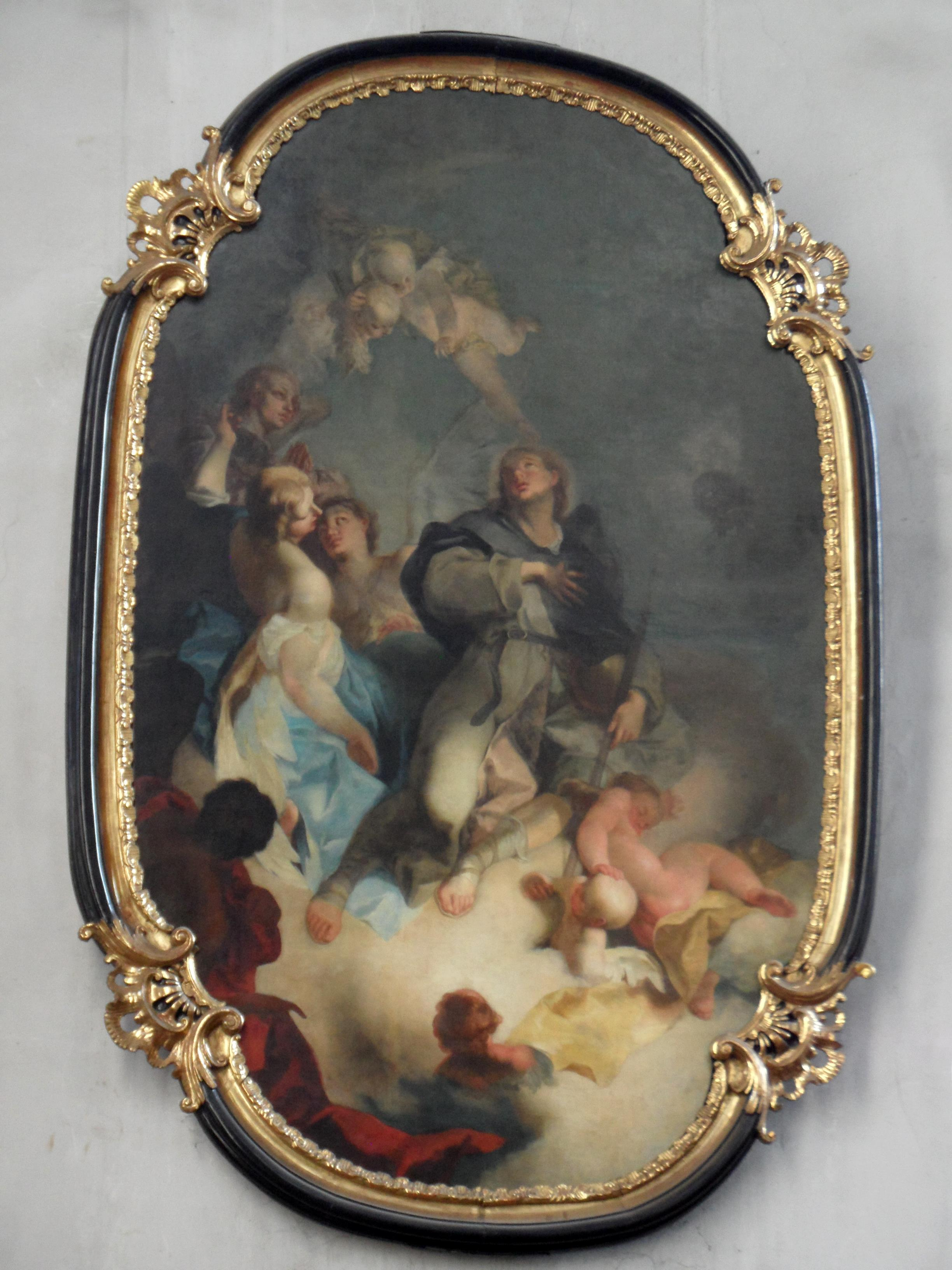
Svatý Jakub z oltáře kostela v Brně

### Oltářní obrazy
- Holešov, kostel sv. Anny – obraz Sv. Anna vyučuje Pannu Marii za přítomnosti sv. Jáchyma na hlavním oltáři (1748)
- Brno, kostel sv. Jakuba – obraz Apoteóza sv. Jakuba pocházející z hlavního oltáře (1756)
- Brno, kostel sv. Máří Magdalény – obraz Sv. Antonín Paduánský se zjevujícím se Ježíškem na bočním oltáři (1758)
- Pražský hrad, dvorní kaple sv. Kříže – obraz Ukřižovaný Kristus na hlavním oltáři (1763), obrazy sv. Vít se sv. Václavem a anděly a sv. František se sv. Terezií a anděly na bočních oltářích (1762)

## Dílo v zahraničí
- Portrét knížete maršála Karla Josefa Batthyányho (kol. 1760) – Galerie Belveder ve Vídni
- romantizující podobizny císařů Ferdinanda I. (kol. 1760) a Matyáše (kolem 1760/1765) – Galerie Belveder ve Vídni
- Portrét sochařova otce (1746) – Galerie Belveder ve Vídni
- skica Trůnící Panna Marie s dítětem uctívaná svatými (kol. 1760/1766) – Galerie Belveder ve Vídni
- Portrét muže (autoportrét?) – Muzeum krásného umění v Budapešti
- ? Portrét muže (autoportrét) (kol. 1740) – Slovenská národní galerie v Bratislavě, portrét připisovaný též Janu Kupeckému, snad Palkův autoportrét